# Divilacan
Divilacan là một đô thị hạng 3 ở tỉnh Isabela, Philippines. Theo điều tra dân số năm 2007, đô thị này có dân số 4.602 người trong 633 hộ.

## Các đơn vị hành chính
Divilacan được chia ra 12 barangay.
- Dicambangan
- Dicaroyan
- Dicatian
- Bicobian
- Dilakit
- Dimapnat
- Dimapula
- Dimasalansan
- Dipudo
- Dibulos
- Ditarum
- Sapinit